# NEWS PROMOTION
株式会社NEWS PROMOTION（ニュースプロモーション）は、東京都港区六本木に本社を置く日本の芸能事務所。
2005年に株式会社NASAエンターテインメントとして発足し、2013年5月1日付で株式会社NEWS PROMOTIONに社名変更した。

## 所属タレント

### 女性タレント
- 神戸蘭子
- 唯花
- 梓真悠子

### 過去の所属タレント
- 稲森美優
- 小川エリカ
- 兼下真由子
- 河野智宏
- 岸明日香
- 桑名正博
- 小島麻友美
- 里吉彩華
- 嶋恭輔
- ソニン
- 高橋綾
- 武田知大
- 田中ケロ
- 戸田れい
- 菜月理子
- 福田ゆみ
- 宮脇詩音
- 美勇士
- 森下悠里
- 山田ジェームス武
- YU-A
- 吉鶴舞